# بخش مونسون (شهرستان گیگا، اوهایو)
بخش مونسون (به انگلیسی: Munson Township) یک منطقهٔ مسکونی در ایالات متحده آمریکا است که در شهرستان جی‌آگو، اوهایو واقع شده‌است.
 بخش مونسون ۶۶٫۹ کیلومتر مربع مساحت و ۶٬۶۱۴ نفر جمعیت دارد و ۳۶۹ متر بالاتر از سطح دریا واقع شده‌است.